# Bødalen
Bødalen är en ort och en dal i Askers kommun i Akershus fylke i Norge cirka 35 km söder om Oslo och 25 km öster om Drammen. Orten har cirka 1 000 invånare[källa behövs] och ingår i tätorten Oslo.
Bødalen är en del av Oslofältet. Norra sidan av dalen ligger ett stup där man kan se lerskiffer och kalksten. Dalbotten är av alunskiffer medan det i syd är gnejs.

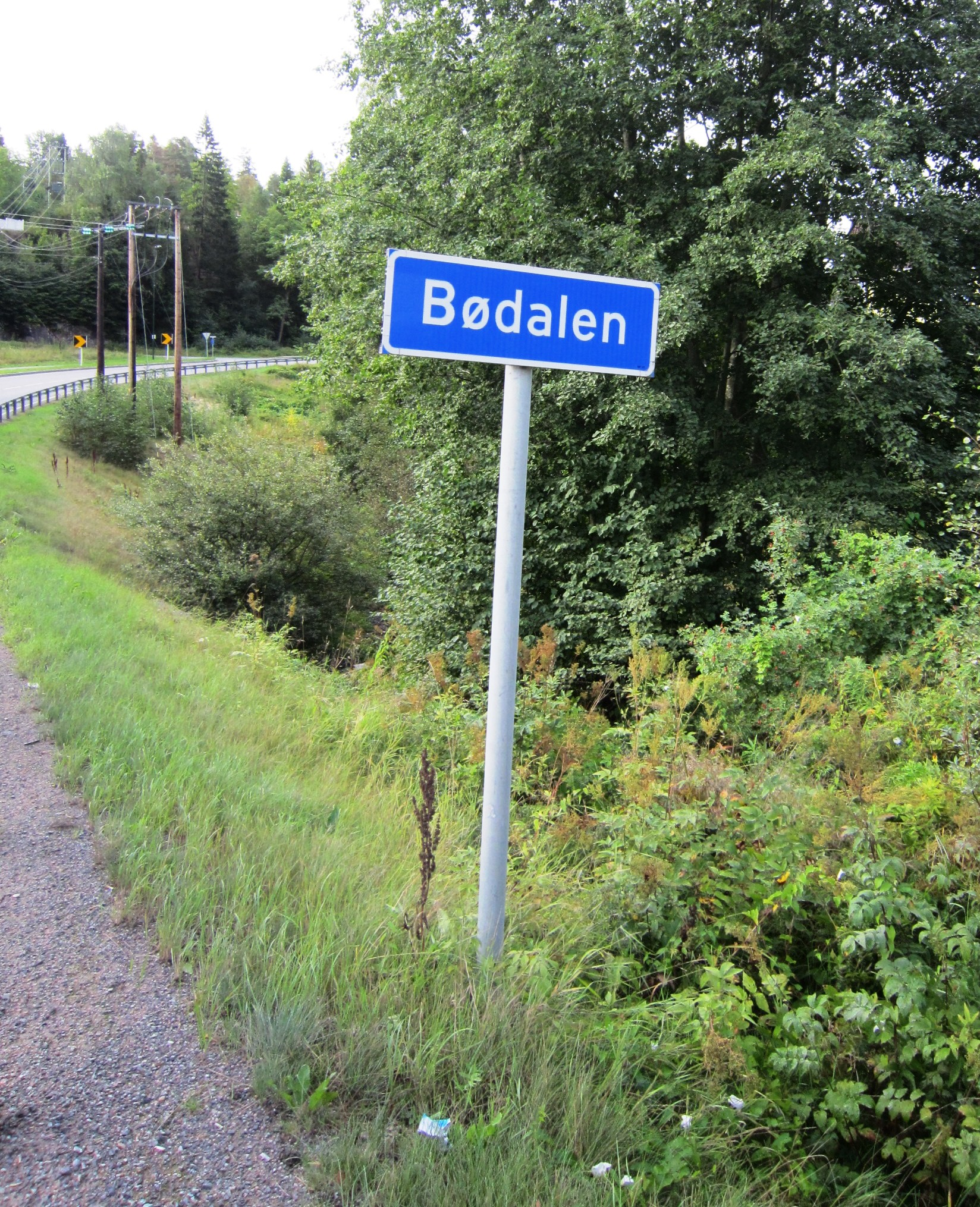
Bødalen